# Житікара
Житіка́ра (каз. Жітіқара) — місто, центр Житікаринського району Костанайської області Казахстану. Адміністративний центр та єдиний населений пункт Житікаринської міської адміністрації.
Населення — 34880 осіб (2021; 33587 у 2009, 36359 у 1999, 48204 у 1989).

## Історія
Точної дати заснування міста не відомо, однак є припущення, що воно виникло приблизно 1880 року. Тоді це був аул Конільді. 1915 року він отримав назву Джетигара і невдовзі був перетворений у смт. 20 квітня 1939 року наказом Президії ВР КазРСР селище було перетворене у місто. З 30 квітня 1997 року згідно з наказом Президента Казахстану назва була транскрибована у сучасну.